# Suputnyk Połtawa
Suputnyk Połtawa (ukr. Футбольний клуб «Супутник» Полтава, Futbolnyj Kłub "Suputnyk" Połtawa) – ukraiński klub piłkarski z siedzibą w Połtawie. Klub został rozwiązany.

## Historia
Piłkarska drużyna Suputnyk została założona w mieście Połtawa w 1961 roku. Klub reprezentował miejscowy zakład elektromechaniczny. Zespół występował w rozgrywkach mistrzostw i Pucharu obwodu połtawskiego. W 1966 startował w rozgrywkach Pucharu Ukraińskiej SRR, gdzie w finale został pokonany przez LWWPU Lwów (0:2). Potem kontynuował występy w rozgrywkach obwodowych, dopóki nie został rozwiązany w 1992 roku.

## Sukcesy
- Puchar Ukraińskiej SRR:

finalista: 1953
- mistrzostwo obwodu połtawskiego:

mistrz (8x): 1966, 1967, 1968, 1969, 1972, 1974, 1977, 1981
- Puchar obwodu połtawskiego:

zdobywca (5x): 1966, 1972, 1975, 1976, 1981